# Ревуэльта, Пилар
Мари́я дель Пила́р Ревуэ́льта (исп. María del Pilar Revuelta) — испанский художник-постановщик. Лауреат премии «Оскар» 2007 года за лучшую работу художника-постановщика в фильме «Лабиринт фавна».
Пилар Ревуэльта начала карьеру в кинематографе в 1994 году и приняла участие в работе над более чем двадцатью фильмами. Сотрудничала с Педро Альмодоваром. Номинирована на премию «Гойя» за 2012 год за работу в фильме «Художник и его модель».

## Фильмография
- 1994: Two Over Easy
- 1995: Hotel Oasis
- 1995: Two bits and Pepper
- 2001: Интакто / Intacto
- 2001: Хребет дьявола / El espinazo del diablo
- 2002: Чары Шанхая / El embrujo de Shanghai
- 2003: Слабость большевика / La flaqueza del bolchevique
- 2004: Дурное воспитание / La mala educación
- 2005: Ausentes
- 2005: El Bola
- 2006: Лабиринт фавна / El laberinto del fauno
- 2008: Че / Che
- 2009: Разомкнутые объятия / Los abrazos rotos
- 2009: Пределы контроля / The Limits of Control
- 2012: Невозможное / Lo imposible
- 2012: Художник и его модель / El artista y la modelo